# 金丝岩螺
金丝岩螺（学名：Mancinella mancinella）是新腹足目骨螺科丝岩螺属的一种。主要分布于印度尼西亚、马来西亚、台湾，常栖息在浅海。